# Никон (лансон)
«Никон» — лансон Черноморского флота Российской империи, одно из семи судов типа «Антип», участник русско-турецкой войны 1787—1791 годов. Лансон находился в составе флота с 1790 года, во время войны использовался для перевозки войск, принимал участие в прорывы в Сулинское гирло Дуная, взятии крепостей Тульча, Исакча, Браилов и Измаил, а также сражениях с турецким флотом, в том числе Мачинском. После войны использовался для плаваний по Чёрному морю, Бугу и Днепровскому лиману, а также для несения брандвахтенной службы. 

## Описание судна
Один из парусно-гребных лансонов с деревянным корпусом типа «Антип». Лансоны в российском флоте по большей части строились во время русско-турецкой войны 1787—1791 годов по образцу трофейных турецких судов и представляли собой небольшие одно- или двухмачтовые парусно-гребные суда, предназначавшиеся для действий против гребных судов противника, транспортировки войск, высадки десантов и содействию действиям войск на побережье. Длина судов этого типа составляла 22 метра, ширина — 5,2 метра, а осадка — 1,8 метра. В качестве артиллерийского вооружения на эти суда могли устанавливаться от 1 до 8 орудий, так вооружение «Никона» состояло из четырёх орудий.

## История службы
Лансоны «Антип», «Дионисий», «Ерофей», «Никон», «Родион», «Феофан» и «Фёдор» были заложены на стапеле Кременчугской верфи и после спуска на воду в 1790 году все семь судов вошли в состав Черноморского флота. Строительство кораблей вёл кораблестроитель М. Торошилов.
Лансон принимал участие в русско-турецкой войне 1787—1791 годов. В кампанию 1790 года в составе гребной флотилии под командованием генерал-майора И. М. де Рибаса покинули Очаков и ушли к устью Дуная, где 20 (31) октября и 21 октября (1 ноября) участвовал в прорыве в Сулинское гирло Дуная, а также в сражении с турецкой флотилией. 7 (18) ноября судно принимало участие в захвате турецкой крепости Тульча, а 13 (24) ноября — крепости Исакча. Начиная с 18 (29) ноября 1790 года в составе флотилии принимал участие в блокаде и периодических бомбардировках крепости Измаил, а 11 (22) декабря также и в её штурме.
В кампанию 1791 года находился в составе флотилии с 24 марта (4 апреля) по 26 марта (6 апреля) перевозившей войска Галаца в Исакчу. 31 марта (11 апреля) 1791 года принимала участие в штурме турецкой крепости Браилов, а 28 июня (9 июля) в сражении с турецкими судами под Манчином.
После войны в кампании с 1792 по 1795 год находился в составе гребной флотилии, совершавшей плавания в акватории Чёрного моря, а также по Днепровскому лиману и Бугу. С 1796 по 1803 год находился при Николаевском порте. В кампанию 1804 года нёс брандвахтенную службу в Николаеве.
Сведений о службе лансона после 1804 года, а также о его выводе из состава флота не сохранилось.

## Командиры лансона
Командирами лансона «Никон» в составе Российского императорского флота в разное время служили:
- И. А. Данненберг (1796 год);
- Е. Д. Каламара (1798 год);
- И. А. Куликовский (1804 год).

### Комментарии
1. ↑  Всего в рамках серии было построено 7 лансонов: «Антип», «Дионисий», «Ерофей», «Никон», «Родион», «Феофан» и «Фёдор»[1].
2. ↑  72 фута[2].
3. ↑  17 футов[2].
4. ↑  6 футов[2].